# Romeo Jozak
Romeo Jozak (wym. [ˈromeo jozak]; ur. 11 października 1972 w Rijece) – chorwacki piłkarz i trener piłkarski.

## Początki pracy szkoleniowej
Wychował się w rodzinie nauczycielki matematyki i fizyki. Karierę piłkarską zakończył – z powodu poważnej kontuzji – w wieku dwudziestu dwóch lat w klubie NK Orijent Rijeka. Jak sam wspominał, nie był wybitnym zawodnikiem, ale solidnym ligowcem. W czasie wojny domowej w Chorwacji przebywał w Zagrzebiu, potem wyjechał na stypendium do Stanów Zjednoczonych, gdzie pracował także jako instruktor na obozach letnich dla młodzieży. Po powrocie rozpoczął pracę szkoleniową u boku Iliji Lončarevicia, któremu pomagał jako asystent w Dinamie Zagrzeb (2001–2002 i 2004–2005), reprezentacji Libii (2003–2004 i 2005–2006) oraz NK Osijeku (2006–2008). Jednocześnie kontynuował edukację na Wydziale Kinezjologii Uniwersytetu w Zagrzebiu, zamykając ją na doktoracie.

## Kariera działacza

### 2008–2017: Dinamo Zagrzeb i Chorwacki Związek Piłki Nożnej
Po rozstaniu z Lončareviciem przez pięć lat był dyrektorem Akademii Dinama Zagrzeb (2008–2013). W całym okresie spędzonym w tym klubie – jako asystent pierwszego trenera i szkoleniowiec młodzieży – pracował z dziewiętnastoma reprezentantami młodzieżowej i juniorskiej drużyny narodowej z roczników 1985 i 1986. Wyszkolił i wprowadził do drużyny seniorów Dinama wielu przyszłych reprezentantów kadry A, m.in. Lukę Modricia, Nika Kranjčara i Eduarda. Cieszył się opinią bliskiego człowieka Zdravka Mamicia, wieloletniego dyrektora generalnego Dinama, oskarżanego m.in. o korupcję, uchylanie się od płacenia podatków, pobieranie nielegalnych prowizji z transferów piłkarzy oraz napaść na dziennikarzy. Sam mówił o sobie jako o „prawej ręcej Mamicia w sprawach sportowych” i „jednym z zaufanych” oraz sugerował, że Mamić namaścił go na następcę w zarządzaniu chorwackim futbolem. Duet Mamić–Jozak krytykował otwarcie Miroslav Blažević, były selekcjoner reprezentacji, zarzucając temu ostatniemu wpływanie na powołania zawodników do kadr młodzieżowych oraz na zmiany trenerów, a także zmonopolizowanie systemu naboru i sprzedaży młodych graczy.
Mimo to praca Jozaka była doceniana za granicą: w 2012 roku Akademia Dinama została wymieniona wśród dziesięciu najlepszych w Europie w raporcie Europejskiego Stowarzyszenia Klubów (ECA), a rok później zespół U-15 zdobył Nike Premier Cup w nieoficjalnych rozgrywkach o klubowe mistrzostwo świata. Jozak otrzymał nawet propozycję przejścia do Arsenalu F.C. na stanowisko szefa tamtejszej Akademii, ale odmówił tłumacząc się niechęcią do przeniesienia się do Londynu z trójką małych dzieci. Podobnego argumentu używał rezygnując z ofert z australijskiego i irlandzkiego związku piłki nożnej. O swojej reputacji powiedział:

Moje nazwisko otwiera wiele drzwi na świecie i zamyka w Chorwacji.

| „Zna się świetnie na futbolu. Ma mocny charakter, jest pewny siebie, twardy i wymagający. Wiele nas w szkole trenerów nauczył, był tam bardzo ważną postacią. Ale nie miał wielu okazji, żeby się pokazać jako trener. Poświęca dużo dla piłki, z czasem na pewno stanie się świetnym szkoleniowcem.”–Nenad Bjelica, wrzesień 2017 |

Po przejęciu władzy w Chorwackim Związku Piłki Nożnej (HNS) przez Davora Šukera (prezes) oraz Mamicia (wiceprezes) Jozak został dyrektorem technicznym (2013–2017). Współpracował z trzema kolejnymi selekcjonerami: Igorem Štimacem, Nikiem Kovačem i Ante Čačiciem; z dwoma ostatnimi popadł w konflikt, który skutkował zmniejszeniem jego roli przy pierwszej drużynie. Był uważany za człowieka, który w największym stopniu przyczynił się do zwolnienia Kovača we wrześniu 2015 roku po niespodziewanej porażce z Norwegią (0:2) w eliminacjach Euro 2016. Sam deprecjonował swoją rolę, mówiąc, że jest człowiekiem cienia, tym, kim Fernando Hierro albo Oliver Bierhoff w federacjach odpowiednio hiszpańskiej i niemieckiej. Okres spędzony z reprezentacją nazwał „szkołą zawodu i życia”.
Jako dyrektor techniczny należał do zespołu administracyjno-szkoleniowego, który organizował pracę kadry w czasie Mundialu 2014 (runda grupowa) i Euro 2016 (1/8 finału). Napisał też kilka podręczników rozwoju piłkarza rekomendowanych przez HNS oraz był członkiem Komitetu Rozwoju i Współpracy Technicznej UEFA. Uczył również trenerów, w tym Nenada Bjelicę, byłego szkoleniowca Lecha Poznań.

## Kariera szkoleniowa

### 2017–2018: Legia Warszawa
Z chorwacką federacją rozstał się w marcu 2017 roku. Powrócił do Dinama na pozycję dyrektora sportowego, ale wytrzymał tam tylko cztery miesiące; dziennikarze spekulowali, że odszedł, ponieważ władze nie zaproponowały mu pracy w charakterze pierwszego trenera. 45-letni Jozak w tamtym czasie nie ukrywał, że chciałby rozpocząć karierę szkoleniową, co zresztą doprowadziło do konfliktu z ówczesnym trenerem Dinama, Bułgarem Iwajłem Petewem. Po jego zwolenieniu zespół objął Mario Cvitanović, a Jozak złożył dymisję.
| „[Jozak] jest przywódcą, silną osobowością. Ma te rzeczy, które pierwszy trener powinien mieć: siłę charakteru, pewność siebie, umiejętność dotarcia do zawodnika. Potrafi być i twardy, i miękki. I rozumie nowoczesny futbol, czyli szybki, intensywny. [...] Ktoś spełnił marzenie Guardioli, ktoś Mourinho i też pewnie było mówione, że to ryzyko. Każdy gdzieś zaczyna.”–Dariusz Mioduski, właściciel i prezes zarządu Legii |

Pierwszym klubem, w którym zatrudniono go na samodzielnym stanowisku, był ówczesny mistrz Polski Legia Warszawa. Jozak został przedstawiony 13 września 2017 roku, kilka godzin po odwołaniu Jacka Magiery, dwóch członków jego sztabu oraz dyrektora sportowego Michała Żewłakowa. Jego nominacja wzbudziła raczej negatywne reakcje: kibice w czasie pierwszego meczu skandowali nazwisko zwolnionego Magiery, a dziennikarze nazywali Chorwata „człowiekiem ze szkółki” i „trenerem-anonimem”, a także „człowiekiem znikąd, który przychodzi w złym momencie”. Podkreślano, że inaczej niż trzej poprzedni zagraniczni trenerzy Legii – Henning Berg, Stanisław Czerczesow i Besnik Hasi – Jozak nie tylko nie ma osiągnięć szkoleniowych, ale nawet piłkarskich.
Klub znajdował się wówczas na piątym miejscu w tabeli, ze stratą dwóch punktów do lidera Lecha Poznań. Brał też udział w walce o Puchar Polski, ale bez możliwości gry w rozgrywkach europejskich, z których – jeszcze za kadencji Magiery – odpadł na wczesnym etapie po porażkach z FK Astaną (III runda eliminacyjna Ligi Mistrzów) i Sheriffem Tyraspol (runda eliminacyjna Ligi Europy). W szatni panowała zła atmosfera: czterej piłkarze zostali oskarżeni o knucie przeciw Magierze, a prezes Dariusz Mioduski mówił o istnieniu w Legii „osób, które źle jej życzą i działają na jej szkodę”. Wraz z Jozakiem do Warszawy przyjechali trzej inni Chorwaci: Dean Klafurić (główny asystent), Krešimir Šoš (trener przygotowania fizycznego) i Ivan Kepcija (dyrektor techniczny), oraz Albańczyk Viktor Bezhani (analityk). W ligowym debiucie Jozaka Legia ograła na własnym stadionie Cracovię (1:0). Po meczu szkoleniowiec powiedział:

Ten mecz był dla mnie bardzo ważny, śledziliście go nie tylko tutaj w Polsce, ale patrzyła nań także cała Chorwacja. To oczywiste, bo jestem nowy w obcym kraju, do którego przyjechałem z reputacją człowieka, który nigdy wcześniej nie trenował zespołu na tak wysokim poziomie – chociaż robiłem milion innych rzeczy na tym poziomie.

Po zwycięstwie nad Cracovią Legia pod wodzą Jozaka przegrała na wyjeździe z dwoma głównymi rywalami, wicemistrzem Jagiellonią Białystok (0:1) i – prowadzonym przez innego Chorwata, Bjelicę – Lechem Poznań (0:3). Po tym drugim spotkaniu trener otwarcie skrytykował zespół, mówiąc, że poczuł się „zdradzony” przez zawodników, którzy nie realizowali założeń taktycznych, i że drużyna złożona z kobiet zagrałaby lepiej. Oburzenia poziomem gry nie kryli także kibice, którzy pobili kilku piłkarzy na parkingu przed stadionem Legii. Jozak temu zajściu miał się biernie przyglądać, co w połączeniu z publiczną krytyką graczy i bagatelizowaniem bójki w chorwackich mediach prowokowało opinie, że już po dwóch tygodniach pracy stracił autorytet u swoich zawodników. Sam szkoleniowiec przyznawał, że to była najtrudniejsza sytuacja w jego karierze sportowej, ale dodawał też, że nie żałuje ostrych słów oraz że piłkarze zareagowali profesjonalnie i ze zrozumieniem.
Mimo obaw niektórych obserwatorów, Legia pod wodzą Jozaka wygrała sześć kolejnych meczów z rzędu (w tym z ówczesnym liderem ekstraklasy Górnikiem Zabrze), chociaż – jak podkreślano w komentarzach – nadal „nie porywała swoją grą”, a „atmosfera wciąż nie była idealna”. Trener starał się ocieplić swój wizerunek: w szatni przeprosił piłkarzy za wypowiedź z konferencji, pamiętał o urodzinach zawodników, pozwolił także na piwo w autokarze w czasie powrotu ze zwycięskiego meczu z Wisłą Kraków.
Zakończył działalność z Legią Warszawa 14 kwietnia 2018 roku, po przegranej w meczu u siebie z Zagłębiem Lubin (0:1).

## Statystyki
Stan na 15 kwietnia 2018
| Drużyna        | Kraj   | Od               | Do               | Osiągnięcia | Osiągnięcia | Osiągnięcia | Osiągnięcia | Osiągnięcia |
| Drużyna        | Kraj   | Od               | Do               | M           | Z           | R           | P           | % Z         |
| -------------- | ------ | ---------------- | ---------------- | ----------- | ----------- | ----------- | ----------- | ----------- |
| Legia Warszawa | Polska | 13 września 2017 | 14 kwietnia 2018 | 27          | 16          | 3           | 8           | 59%         |
| Razem          | Razem  | Razem            | Razem            | 27          | 16          | 3           | 8           | 59%         |

| Sezon     | Kraj   | Drużyna        | Tabela | Mecze | Z  | R | P | Bramki | Puchar krajowy | Notatki                  |
| --------- | ------ | -------------- | ------ | ----- | -- | - | - | ------ | -------------- | ------------------------ |
| 2017–2018 | Polska | Legia Warszawa | 3.     | 27    | 16 | 3 | 8 | 44–27  | półfinał       | Zwolniony po 31. kolejce |